# Buenaventura Durruti
Buenaventura Durruti Dumange (León, 14 juillet 1896 - Madrid, 19 novembre 1936) est l'une des figures principales de l'anarchisme espagnol avant et pendant la révolution sociale espagnole de 1936, laquelle a entraîné une guerre civile entre les factions fascistes et les groupes progressistes.
Après une période d'apprentissage en tant que métallurgiste, il entre comme ouvrier mécanicien à la Compañía de los Caminos de Hierro del Norte de España. Il participe au mouvement de grève de 1917, est licencié et intègre la Confédération nationale du travail (CNT). Durruti, poursuivi pour ses activités politiques, s'exile en France. À son retour en Espagne, il rejoint la Fédération anarchiste ibérique (FAI). En 1919, il est arrêté pour désertion, s'évade et gagne Paris, où il rencontre des figures majeures du mouvement anarchiste comme Sébastien Faure ou Émile Cottin. 
Il revient début 1920 en Espagne et participe, notamment avec Francisco Ascaso, Juan García Oliver et Ricardo Sanz, aux « groupes d'action directe » Los Justicieros et Los Solidarios.
Poursuivi par la police, il se réfugie en Amérique latine puis revient en France, où il est incarcéré pour une tentative d'attentat contre le roi Alphonse XIII. Libéré, il vit quelque temps en Belgique où il est actif au Comité International anarchiste.
Avec l'avènement de la Seconde République espagnole en 1931, Durruti gagne Barcelone et intègre le groupe Nosotros. Partisan de la ligne insurrectionnelle, avec entre autres Isaac Puente et Cipriano Mera, qui s'impose alors dans la CNT, il participe à différents soulèvements révolutionnaires en 1931, 1933 et 1935, ce qui lui vaut plusieurs incarcérations.
Lors du coup d'État du 18 juillet 1936, il organise la résistance victorieuse contre les nationalistes à Barcelone. Membre du Comité central des milices antifascistes de Catalogne, le 24 juillet, il rejoint le front d'Aragon avec une colonne de 3 000 hommes, plus tard connue sous le nom de « Colonne Durruti ». Durant cette campagne, il encourage la collectivisation des terres et la création du Conseil régional de défense d'Aragon. Il s'oppose à la militarisation des milices et à la participation de la CNT-FAI au gouvernement.
Le 13 novembre 1936, il est appelé avec sa colonne pour défendre Madrid. Il est tué le 19 dans des circonstances peu claires, par un coup de feu tiré de l'arme de l'un de ses soldats. Le 23, son enterrement à Barcelone rassemble plus de 250 000 personnes[réf. nécessaire].

## Biographie

### Jeunesse
Durruti naît à León dans une famille ouvrière. Il est le deuxième des huit enfants de Santiago Durruti, cheminot de profession, et d'Anastasia Dumange. Santa Ana est un quartier modeste constitué de maisons exiguës et anciennes habitées par les ouvriers de la ville. Durruti va à l'école de la Rue de la Misericordia. C'est un bon élève.
En 1903, son père, membre de l'UGT (Union General de Trabajadores), est emprisonné pour participation à la grève des corroyeurs, qui revendique la journée de huit heures. Cette grève qui dure neuf mois affecte durement l'économie familiale. Buenaventura Durruti passe dans une autre école plus modeste. En 1910, à l'âge de quatorze ans, Durruti abandonne les études et apprend le métier de mécanicien sous la tutelle de Melchor Martínez, un socialiste ayant une certaine réputation de révolutionnaire à León. Pendant deux ans, Melchor Martínez lui enseigne la mécanique et le socialisme. Durruti passe ensuite dans l'atelier d'Antonio Mijé où il se spécialise dans le montage de machines servant au nettoyage des minerais extraits des mines.
En 1912, sous l'influence de son père et de Melchor Martínez, il entre à l'Union des métallurgistes, association faisant partie de l'UGT, mais il ne tardera pas à s'éloigner de ce socialisme trop modéré à son goût. Durruti quitte son travail de mécanicien et travaille comme monteur dans la ville de Matallana de Torio. Il participe avec les ouvriers de l'usine au licenciement d'un des ingénieurs de l'usine. En revenant à León, Durruti s'aperçoit que la Guardia civil le surveille.

### La grève de 1917 et l'exil en France

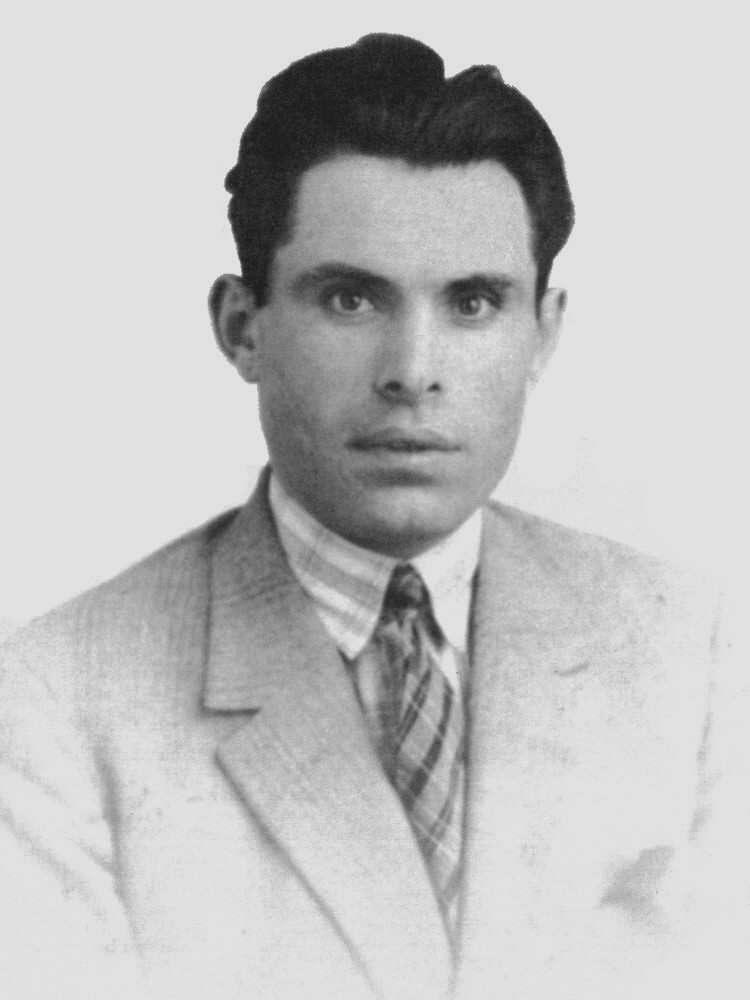
Portrait de Buenaventura Durruti.

Durant l'été de 1917, l'UGT lance une grève à laquelle Durruti participe activement. C'est à ce moment que Durruti est expulsé de l'UGT en raison de ses positions révolutionnaires. Le gouvernement espagnol fait appel à l'armée pour faire cesser cette grève ; plus de 500 travailleurs sont tués ou blessés, et 2 000 grévistes sont emprisonnés sans procès légal ou juste. Durruti est de ces jeunes saboteurs qui prônent l'insurrection ouvrière. Le syndicat les désavoue et ils sont licenciés. En septembre, Durruti se réfugie à Gijón, puis, toujours recherché, passe en France.
Durant son exil, jusqu'en 1920, Durruti travaille à Paris comme mécanicien. Il y rencontre Sébastien Faure, Louis Lecoin et Émile Cottin ainsi que des anarchistes espagnols exilés militant à la CNT. Puis il décide d'aller à Barcelone où il devient membre de la CNT.

### La CNT
En octobre 1922, à Barcelone, avec Joan García Oliver (1901-1980), Francisco Ascaso (1901-1936) et Ricardo Sanz (1898-1986) il fonde Los Solidarios (Les Solidaires). En 1923, le groupe dévalise la Banque d'Espagne à Gijón. L'argent sert à venir en aide aux familles de militants emprisonnés. Des membres de Los Solidarios essayent sans succès de tuer le roi d'Espagne Alphonse XIII. Toujours en 1923, le groupe est impliqué dans l'assassinat du cardinal de Saragosse Juan Soldevilla y Romero en représailles de l'assassinat commandité par Soldevila du militant anarchiste Salvador Seguí. Le cardinal Soldevila était le principal bailleur de fonds des pistoleros à la solde du patronat qui exécutaient les meneurs ouvriers[réf. nécessaire].
En 1924, l'anarchiste belge Hem Day l'accueille chez lui à Bruxelles avec Francisco Ascaso et les aide à rejoindre Cuba.
Ils poursuivent vers l’Argentine, puis le Chili où ils mènent des attaques contre des banques afin de récolter des fonds dans le but de libérer des camarades emprisonnés.
Durruti traverse plusieurs pays sud-américains puis revient en Europe.

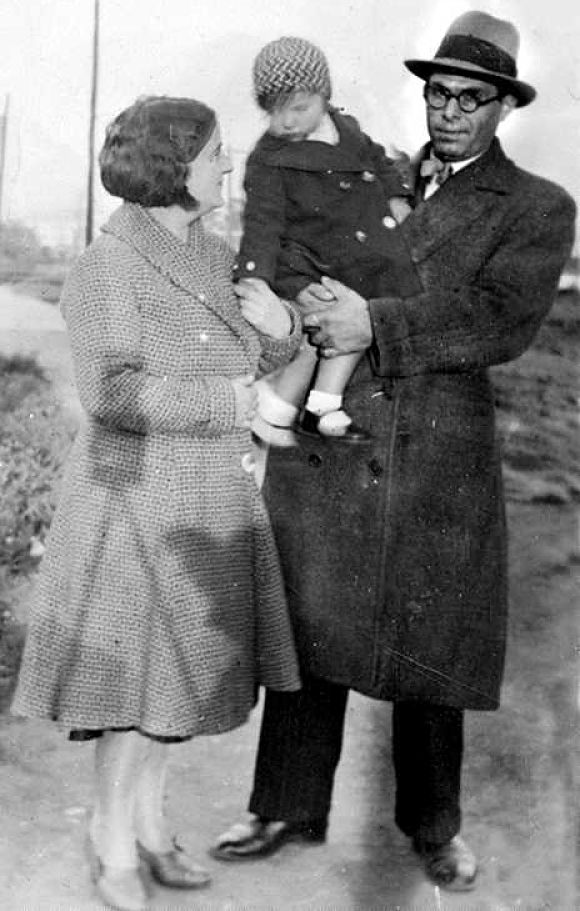
Avec Émilienne Morin et leur fille Colette en février 1936 à Barcelone.

En France, en 1927, il est emprisonné avec Francisco Ascaso et Gregorio Jover (1891-1964) en raison de leurs activités révolutionnaires. Commence alors, à l'initiative du Comité international du droit d’asile (CIDA) animé par Nicolas Faucier et de Louis Lecoin, une grande campagne en faveur de l'amnistie des trois militants anarchistes qui aboutit à leur libération.
Le 14 juillet 1927, il rencontre Émilienne Morin (1901-1991) à la Librairie internationale anarchiste de Paris. Il devient son compagnon jusqu'à sa mort.
Le 4 décembre 1931 naîtra leur fille, Colette Durruti.
Durruti revient à Barcelone en 1931 (avènement de la Seconde République), et devient un militant influent à l'intérieur de deux des plus grandes organisations anarchistes d'Espagne à l'époque : la CNT (Confederación nacional del trabajo) et la FAI (Federación anarquista ibérica). En 1932 et 1933, il participe aux insurrections menées par la CNT contre le gouvernement républicain de Manuel Azaña. Durruti est déporté par le gouvernement républicain en compagnie d'autres anarchistes en Guinée équatoriale et aux Iles Canaries.
Durant toute la période républicaine (1931-1936), il participe activement dans ses grèves, meetings et conférences effectuant plusieurs séjours en prison.
Il vit pauvrement avec sa compagne Émilienne Morin et leur fille Colette. Selon la militante de la CNT Federica Montseny,

« la prestance de Durruti, sa voix de stentor, sa manière de s'exprimer, simple et accessible à tous, exercent sur les masses une puissante attraction. García Oliver est persuadé de lui être supérieur, mais les camarades et le peuple en général préfèrent Durruti, devinant intuitivement la bonté de son cœur et la droiture de son caractère. »

### La guerre

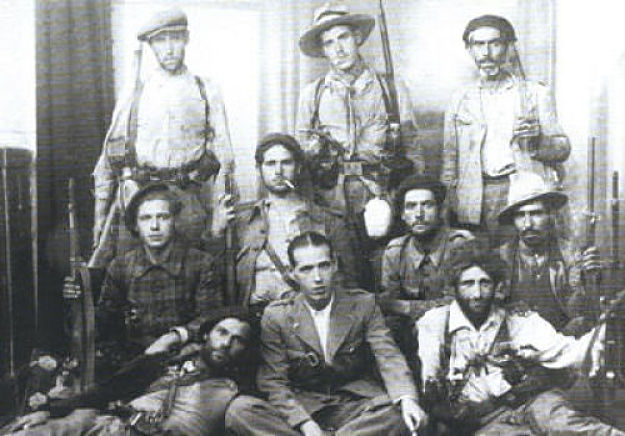
Des membres du Groupe international de la colonne Durruti.

Le 18 juillet 1936, au moment où se produit la tentative de coup d'État nationaliste, Durruti est un des principaux protagonistes des événements révolutionnaires. Avec son groupe Nosotros (nouveau nom de Los Solidarios) il dirige la défense de Barcelone au cours de laquelle meurt son ami Francisco Ascaso. Le 20 juillet, une fois l'armée mise en déroute, la CNT contrôle la ville. Après le plenum des fédérations locales de la CNT, Durruti et les autres principaux dirigeants de la CNT proposent de créer un Comité Central des Milices Antifascistes de Catalogne (CCMA) où sont admises le reste des organisations politiques. Ce comité formé par libertaires, républicains, catalanistes et marxistes devient le nouveau pouvoir en Catalogne. La Generalitat présidée par Lluis Companys devant se contenter de ratifier ce que le CCMA décide.
Durruti se retrouve nommé responsable du département des Transports du CCMA. Exaspéré par les discussions vaines au sein du CCMA et se rendant compte dans quel piège bureaucratique il est tombé, il part dès le 24 juillet pour le front d'Aragon avec pour objectif la libération de Saragosse, autre capitale de l'anarchisme avec Barcelone. Il mène plusieurs milliers de « guérilleros » (plus tard connus comme la « colonne Durruti ») de Barcelone vers Saragosse.
Après une brève et sanglante bataille à Caspe, la colonne s'arrête à Pina de Ebro. Sur les conseils d'un officier régulier de l'armée, employé comme « conseiller technique » et malgré la conviction de Durruti, l'assaut de Saragosse est remis à plus tard, ce qui est peut-être une erreur de Durruti, et même une faute des républicains : Saragosse ne sera jamais reprise, même par l'armée un an plus tard. En fait, en libérant rapidement tout le nord de l'Espagne, ce qui supposait de commencer par cette ville, la révolution sociale aurait pu progresser en même temps que le front antifasciste[réf. nécessaire] ; mais c'est précisément ce que les républicains, dont la politique est ensuite appliquée en pire par les staliniens, voulaient éviter[réf. nécessaire].

Les partis républicains, dont les communistes aux ordres de Moscou, cherchent à limiter autant que possible l'accès aux armes de la Colonne Durruti. Celle-ci pâtira constamment de la mauvaise qualité de l'armement et du manque de munitions. La colonne Durruti combat les troupes fascistes et mène la révolution dans le même temps. Les villages libérés par la colonne voient comment les paysans sont libres de collectiviser les terres en expropriant les grands propriétaires[pas clair], la propriété privée et l'argent sont abolis, et le communisme libertaire est instauré au grand dam des communistes qui ne veulent pas de révolution sociale en Espagne en raison des alliances nouées par Moscou avec les démocraties bourgeoises. Durruti déclare à ce moment : 

« Nous vous montrerons, à vous les bolcheviques russes et espagnols, comment on fait la révolution et comment on la mène à son terme. Chez vous, il y a une dictature, dans votre Armée rouge, il y a des colonels et des généraux, alors que dans ma colonne, il n'y a ni supérieur ni inférieur, nous avons tous les mêmes droits, nous sommes tous des soldats, moi aussi je suis un soldat. »

Même les dirigeants de la CNT restés à Barcelone, tels que Federica Montseny ou García Oliver, qui collaborent au gouvernement avec les partis républicains bourgeois[non neutre] et communiste, ne voient pas d'un bon œil les activités révolutionnaires de la Colonne Durruti. Qui plus est, Durruti est opposé à l'idée de militarisation des milices anarchistes. C'est pourquoi les dirigeants de la CNT chercheront à éloigner Durruti du front d'Aragon pour l'attirer dans le guêpier de Madrid.

À propos de la militarisation des milices anarchistes, Durruti se montre en totale opposition avec la volonté des communistes, des dirigeants de la CNT et du reste des républicains : 

« J'ai été un anarchiste toute ma vie, et j'espère le rester. Je regretterais en effet de devenir un général et commander les hommes avec un bâton militaire. Ils me sont venus volontairement, ils sont prêts à mettre leur vie en jeu pour notre combat antifasciste. J'estime que la discipline est indispensable, mais elle doit venir du for intérieur, motivée par une résolution commune et un fort sentiment de camaraderie. »

Cependant, le jour même de sa mort, il disait à Cipriano Mera (qui pourtant auparavant était plus antimilitariste que Durruti et l'accusait de vouloir devenir général), quant à la nécessité d'une discipline militaire exprimée par Cipriano : « Tu sais, Mera, en gros, nous sommes d'accord. Sur le fond je te rejoins [...]. Cet après-midi nous discuterons de tout cela ». Ils n'ont jamais pu confronter leurs points de vue.

À la même époque, précisant sa piètre opinion du régime républicain, il ajoute que : 

« Cela ne vaudrait pas la peine de nous déguiser en soldat si nous devions de nouveau nous laisser gouverner par les républicains de 1931. Nous acceptons de faire de grandes concessions, mais n'oublions jamais qu'il est nécessaire de mener simultanément la guerre et la révolution. »

### 4 novembre 1936: le discours sur la Radio CNT-FAI

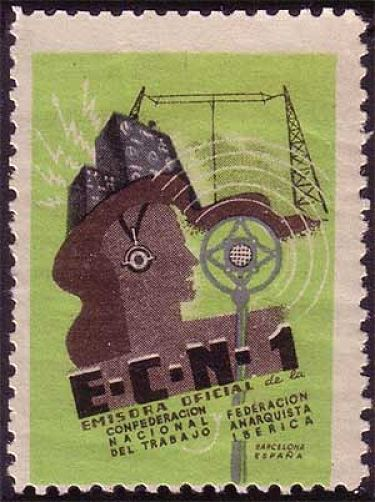
Timbre de promotion de la Radio CNT-FAI ECN1 à Barcelone.

Le 4 novembre 1936, 21 heures 30, Durruti prend la parole sur l'antenne de la Radio CNT-FAI ECN1. Le jour même, quatre représentants anarcho-syndicalistes entrent dans le gouvernement de Madrid : Federica Montseny, Juan Garcia Oliver, Juan López Sánchez et Joan Peiro. La colonne Durruti n'est pas parvenue à prendre Saragosse du fait d'une privation d'approvisionnement en armements et ravitaillement, organisée par la tête de la CNT en collaboration avec les gouvernements.
Le décret de militarisation des milices confédérales a été discuté passionnément au sein de la Colonne Durruti, qui a décidé de le refuser. Durruti, en tant que délégué de la colonne, fait part dans son discours de l'indignation et des protestations des miliciens du front d'Aragon face au cours clairement contre-révolutionnaire qui se développe à l'arrière.
Avant l'allocution, des rassemblements se forment à proximité des haut-parleurs installés dans les arbres sur La Rambla à Barcelone. Le présentateur annonce : « Durruti parle ».

« Nous demandons au peuple de Catalogne d'en finir avec les intrigues et les luttes intestines : soyez à la hauteur des circonstances ; renoncez aux vieilles querelles et à la politique pour ne penser qu'à la guerre. Le peuple de Catalogne a le devoir de répondre aux efforts de ceux qui luttent au front. Il n'y a pas d'autre moyen que de mobiliser tout le monde, mais qu'on ne s'imagine pas qu'on va toujours mobiliser les mêmes! Si les travailleurs de Catalogne assument la tâche de tenir le front, le moment est venu d'exiger aussi le sacrifice de ceux qui vivent dans les villes. Il est nécessaire de mobiliser effectivement tous les travailleurs de l'arrière, parce que nous, qui sommes déjà au front, nous voulons savoir sur quels hommes nous pouvons compter derrière nous. Je m'adresse aux organisations pour leur demander de renoncer à leurs vieilles querelles et à leurs crocs-en-jambe. Nous, les combattants du front, nous demandons de la sincérité, surtout à la Confédération nationale du travail et à la Fédération anarchiste ibérique. Nous demandons aux dirigeants d'être sincères. Il ne suffit pas qu'ils nous envoient au front des lettres d'encouragement, des vêtements, de la nourriture, des munitions et des fusils. Il faut également savoir regarder la réalité présente et prévoir l'avenir. Cette guerre comporte toutes les circonstances aggravantes de la guerre moderne et coûte très cher à la Catalogne. Les dirigeants doivent se rendre compte que, si cette guerre se prolonge, il va falloir commencer par organiser l'économie catalane selon un plan rationnellement conçu. […] Nous nous adressons à la CNT-FAI pour lui dire que si elle contrôle l'économie catalane en tant qu'organisation, elle doit le faire comme il faut. Et que personne ne songe maintenant à des augmentations de salaire aussi et à des réductions des heures de travail. Le devoir de tous les travailleurs, et spécialement de ceux de la CNT, est de se sacrifier, de travailler autant qu'il sera nécessaire. »

### La mort de Durruti

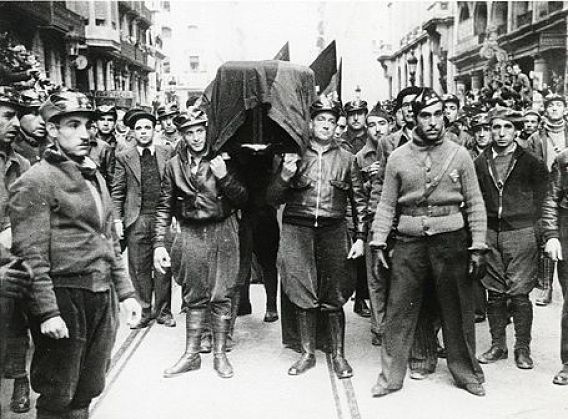
Enterrement de Buenaventura Durruti le 23 novembre 1936 à Barcelone.

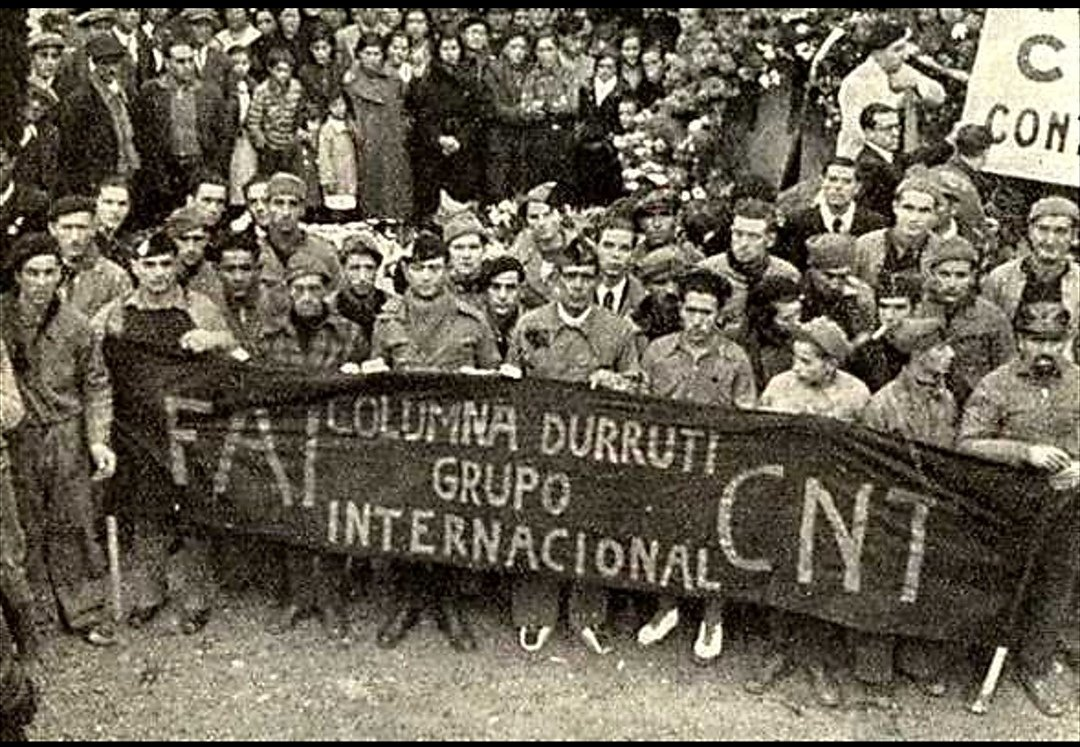
Le Groupe International de la Colonne Durruti à l’enterrement de Buenaventura Durruti (Barcelone, le 23 novembre 1936).

Début novembre 1936, après avoir été persuadé par les dirigeants de la CNT favorables à la collaboration avec les communistes de mener une colonne de combattants à Madrid, attaquée par les franquistes, Durruti y est blessé grièvement et meurt quelques heures plus tard. 
Les circonstances exactes de sa mort restent incertaines. La preuve formelle manque ; puisque Durruti affrontait directement les soldats de Franco lorsqu'il périt par balles, la première hypothèse suggère un tir des franquistes. Les communistes ont fait courir le bruit qu'il aurait été abattu par l'un de ses propres hommes, en raison de son supposé « autoritarisme ». Henri Guillemin défend une thèse similaire dans sa conférence sur la guerre civile espagnole.
Certains accusent les staliniens du PCE qui lui étaient hostiles. D'autres encore envisagent un dysfonctionnement de son arme. On suppose généralement, sans aucune preuve tangible, que la balle d'un de ses lieutenants l'aurait atteint accidentellement. Abel Paz, principal biographe de Durruti, laisse entendre dans son livre que ce sont les staliniens qui ont tué Durruti. Pour Miguel Amorós, la thèse de la responsabilité d'agents staliniens dans la mort de Durruti avec la complicité de la bureaucratie de la CNT ne fait pas le moindre doute, même si sa thèse reste isolée. 
Les trous dans la chemise de Durruti semblent confirmer que le coup fatal a été tiré de très près, par derrière. Peut-être, selon une version, un accident avec son propre MP28 Naranjero.

Selon le témoignage de Diego Abad de Santillán, qu'il a tenu de l'aide de camp de Durruti lui-même, il serait effectivement mort de son propre fait :
« Pour nous, la mort de Durruti fut un coup terrible, et d’autant plus terrible qu’elle fut stupide. La vérité sur sa mort est celle-ci : nous fabriquions alors un fusil-mitrailleur dont la principale faiblesse était qu’il n’avait pas de cran de sûreté efficace. Il avait le même défaut que la grenade qui avait coûté la vie à Braulio. Durruti est mort en montant dans sa voiture pour rejoindre le lieu des combats, la Cité universitaire. Le fusil a heurté le marche-pied et le coup est parti tout seul. C’était la mort la plus stupide qu’on pouvait imaginer pour un type qui avait couru mille dangers et aurait dû mourir une centaine de fois… C’est ainsi. Comme nous n’avons donné aucune version officielle, les légendes ont fleuri. Aujourd’hui, il en existe plus d’une vingtaine sur la mort de Durruti…
Es-tu certain qu’il est mort comme tu le dis ?

Les circonstances de sa mort m’ont été rapportées par Manzana, son aide de camp depuis le 17 juillet. Manzana accompagnait Durruti dans tous ses déplacements. Il était là quand l’accident s’est produit. Pour moi, sa version ne fait aucun doute. »
Le corps de Durruti est transporté à travers le pays jusqu'à Barcelone pour ses funérailles.

Le 22 novembre 1936, l'allemand Carl Einstein prononce son oraison funèbre sur les ondes de la Radio CNT-FAI. Le 23 novembre, plus de 250 000 personnes défilent pour accompagner le cortège funèbre jusqu'au cimetière de Montjuïc où il est inhumé.
« Après, il a fallu organiser les funérailles. On savait qu’il y aurait une foule immense, mais pas à ce point-là. Nous avons été complètement débordés par la ferveur populaire. Il nous a fallu plus de quatre heures pour avancer d’un kilomètre. Du jamais vu. Aucune manifestation populaire n’a jamais égalé celle des funérailles de Buenaventura. C’était impressionnant. Plus d’un million de personnes [tel qu'estimé à l'époque]. García Oliver s’est approché de moi et m’a dit : « Aucun roi ne recevra jamais l’hommage que le peuple tout entier rend aujourd’hui à notre ami… » Et c’était vrai, jamais aucune autorité, si grande fût-elle, ne recevra un tel hommage, spontané, désintéressé… » (Abad de Santillán)
C'est la dernière démonstration publique à grande échelle de la force des anarchistes pendant la guerre d'Espagne.

## Postérité
Oliver, Durruti et Ascaso sont parfois surnommés les « trois mousquetaires de l'anarchisme espagnol », qui comme ceux d'Alexandre Dumas, étaient quatre, avec Jover.

### La colonne Durruti
La formation créée par Durruti ne disparaît pas après sa mort ; elle est maintenue pendant toute la guerre civile, avec la dénomination officielle de 26e Division, commandée (en 1939 au moins) par Ricardo Sanz.
The Durutti [sic] Column est le nom d'un groupe musical de post-punk britannique.

## Paroles de et sur Durruti

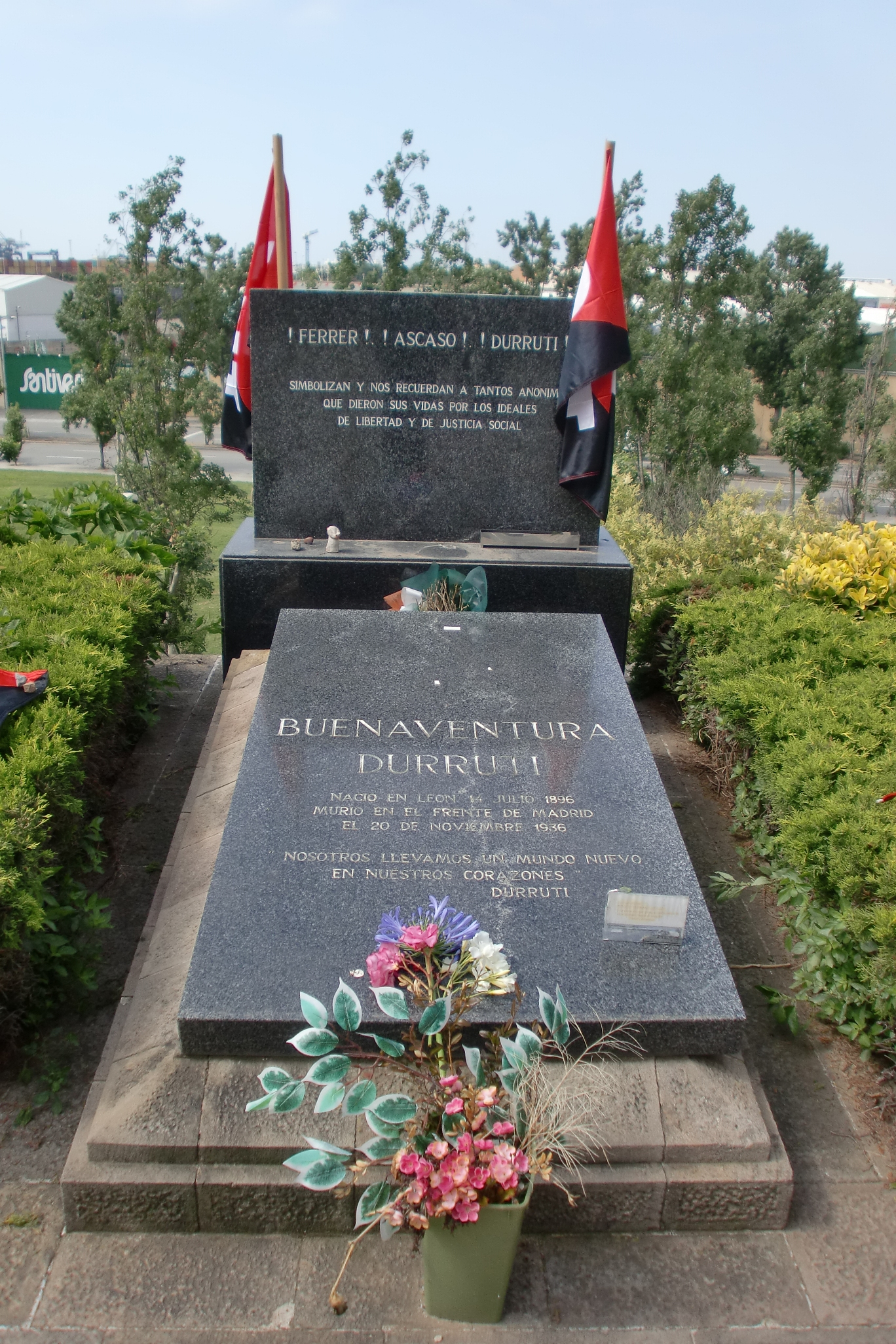
La tombe de Durruti en 2011.

### «Dernières» paroles
« Nous renoncerons à tout, sauf à la victoire. »

Ces paroles ne sont en fait pas de Durruti, il s'agit d'une manipulation des staliniens de l'époque visant à justifier le renoncement à la révolution au nom de l'effort de guerre.

### Bibliographie

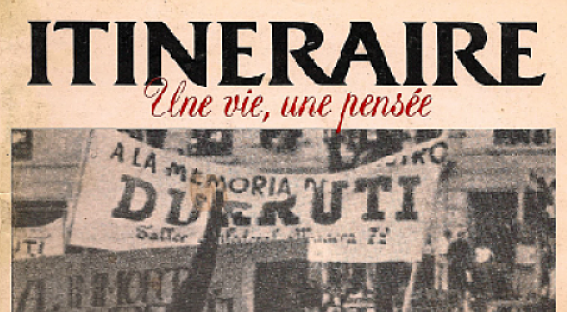
Itinéraire : une vie, une pensée, Buenaventura Durruti (1987).

#### Autres ouvrages
- Miguel Amoros, Durruti dans le labyrinthe, traduit de l'espagnol par Jaime Semprun, éditions de l'Encyclopédie des nuisances, Paris 2007.  (ISBN 978-2-910386-25-2)
- Miguel Amoros, Hommage à la Révolution espagnole : Les Amis de Durruti dans la guerre civile, 1936-1939 [« La Revolución traicionada »] (trad. de l'espagnol), Villasavary, Éditions de la Roue, 2019, 416 p. (ISBN 978-2-9541154-5-0)
- Burnett Bolloten, La Révolution espagnole : la gauche et la lutte pour le pouvoir, éd. Ruedo Ibérico, 1977. Réédité en 2014 par Agone.
- Hans Magnus Enzensberger, Le Bref Été de l'anarchie : la vie et la mort de Buenaventura Durruti. Biographie traduite de l'allemand par Lily Jumel, éditions Gallimard, 1975, réédition, Gallimard, coll. « L'Imaginaire », 2010, présentation France Culture.
  - Joseph Macé-Scaron, Hommage à Buenaventura Durruti, Marianne, 4 décembre 2010, [lire en ligne].
- Abel Paz, Durruti: le peuple en armes, éditions Tête de Feuilles, 1972.
- Abel Paz, Durruti, un anarchiste espagnol. Biographie. Éditions Quai Voltaire, 1993.
- Durruti 1896 - 1936, album de photographies, prologue de Lucencia Espejo. Édition en cinq langues: espagnol, anglais, allemand, italien et français. Madrid; London; Hamburg; Milano; Paris: Fundación Anselmo Lorenzo; Active/Beastie; Nautilus; Zero in Condotta; L'Insomniaque, 1996.- 192 pages,  (ISBN 3-89401-267-6) (éd. Casa de Velázquez, 1996,  (ISBN 8-48686-422-4))
- Collectif, Buenaventura Durruti, double CD - livre  nato, (1996).
- (es) José Peirats, La CNT en la Revolución española, trois volumes, Ruedo ibérico, 1971.
- (es) Miquel Amoros, La Revolución traicionada. La verdadera historia de Balius y Los Amigos de Durruti, Virus Editorial, Barcelone, 2003. Traduit en français sous le titre Hommage à la Révolution espagnole. (ISBN 84-96044-15-7)
- (es) Agustín Guillamón, Durruti sin mitos ni laberinto, Sueños de sabotaje, 2022
- (es) Buenaventura Durruti sur Dialnet.
- (es) Stuart Christie, Nosotros los anarquistas : Un estudio de la Federación Anarquista Ibérica (FAI), Universitat de València, 2011, lire en ligne.
- (es) Antonio Morales Toro, Javier Ortega Pérez, El Lenguaje de Los Hechos: Ocho Ensayos en Torno a Buenaventura Durruti, Los Libros de la Catarata, 1996, extraits en ligne.
- (en) Antony Beevor, The Battle for Spain : The Spanish Civil War 1936-1939, Penguin, 2006, extraits en ligne.

#### Articles
- (es) José Agustín Goytisolo, Durruti, muerte y leyenda de un anarquista, Diario 16, 17 mai 1981, lire en ligne.

### Filmographie
- (es) L'enterrement de Durruti, CNT-FAI, 1936, voir en ligne.
- (es) Juan García Oliver, Hommage sur la tombe de Durruti, CNT, 1937, voir en ligne.
- (es) José Buenaventura Durruti, revolucionario, Radio Televisión de Castilla y León, voir en ligne.
- Durruti, portrait d'un anarchiste, long métrage de Jean-Louis Comolli et Ginette Lavigne, 2000

### Notices
- Dictionnaire biographique, mouvement ouvrier, mouvement social : notice biographique.
- La Grande Encyclopédie Larousse en ligne : notice biographique.
- (es) Miguel Iñiguez, Esbozo de una Enciclopedia histórica del anarquismo español, Fundación de Estudios Libertarios Anselmo Lorenzo, Madrid, 2001, p. 193.